# Reed-Solomon Identifier
Reed-Solomon Identifier (kort RSID) er en digital kommunikationsprotokol primært for radioamatører, som muliggør automatisk identifikation af mange digitale protokoller (digimodes). RSID udsendes lige før en digital radioudsendelse - og kan også sendes som en afslutning af den digitale radioudsendelse. I modtagerenden kan RSID modtages og få softwaren til at dekode den digitale radioudsendelse som RSIDen indikerede. RSID formidler også den efterfølgende digitale radioudsendelses centerfrekvens.
RSID blev skabt november 2006 af den franske radioamatør Patrick Lindecker; kaldenavn F6CTE. RSID blev hovedsageligt udviklet med kortbølge for øje. Hvert et RSID-tal identificerer en modulationsform. Patrick Lindecker forvalter en tabel over RSID-tal og protokoller. RSID er udgivet som public domain.
En RSID varer 1,4 sekunder og benytter en båndbredde på 172 Hz. Kodningen benytter Reed-Solomon-fejlkorrektion. RSID sendes i MFSK-modulation. RSIDen kan afkodes med signal-til-støj-forhold ned til −16 Decibel, dvs at afkodningen virker for signaler langt under støjniveauet. RSIDens robusthed gør at RSIDen kan afkodes uden at den digital radioudsendelse kan afkodes hvis den kræver højere signal-til-støj-forhold end RSIDens.
RSID bliver understøttet af flere PC-programmer - fx:
- MultiPSK af Patrick Lindecker. MultiPSK kan automatisk detektere RSID over en båndbredde på 192kHz.[4][5]
- FLDIGI for Linux und Windows.[3]
- Ham Radio Deluxe[6][7]
- PocketDigi[4]